# Oscar Fritschi
Oscar Fritschi (Winterthur, 25 de fevereiro de 1939 - Wetzikon, 8 de janeiro de 2016) foi um político suíço. Era membro do Partido Radical Democrático Suíço.